# حسین‌آباد ۱ (ارزوئیه)
حسین‌آباد ۱، روستایی در دهستان امیرآباد بخش صوغان شهرستان ارزوئیه در استان کرمان ایران است.

## جمعیت
بر پایه سرشماری عمومی نفوس و مسکن در سال ۱۳۹۵، جمعیت این روستا برابر با ۱۴۳ نفر (۴۰ خانوار) بوده‌است.